# Lepanthes veleziana
Lepanthes veleziana är en orkidéart som beskrevs av Stimson. Lepanthes veleziana ingår i släktet Lepanthes och familjen orkidéer.
Artens utbredningsområde är Puerto Rico.

## Underarter
Arten delas in i följande underarter:
- L. v. retusicolumna
- L. v. veleziana